# Víctor Bravo de Soto Vergara
Víctor Bravo de Soto Vergara (Zaragoza, 23 augustus 1983), voetbalnaam Víctor Bravo, is een Spaanse voetballer die sinds 2010 uitkomt voor UD Melilla.
Víctor Bravo kreeg zijn jeugdopleiding bij Real Zaragoza. Later speelde hij onder andere bij FC Barcelona B. Via CD Calahorra en SD Huesca kwam hij bij Real Burgos terecht in 2005. Sinds de zomer van 2006 speelt hij voor Atlético Madrid. Hij speelde eerst voor Atlético Madrid B, maar door de langdurige blessures van Maxi Rodríguez en Martin Petrov werd hij door trainer Javier Aguirre bij de A-selectie gehaald en debuteerde hij vervolgens in de basis in de verloren thuiswedstrijd tegen nota bene Real Zaragoza (0-1). Ook tegen RCD Mallorca mocht hij enkele dagen later in de basis starten. Geen van de wedstrijden speelde hij echter uit en ondanks een redelijke indruk viel Aguirre weer uit de ploeg. In 2007 werd hij uitgeleend aan Universidad de Las Palmas CF in de Segunda Division A. In 2008 vertrok hij naar Atlético Madrid en tekende bij UD Mérida. Later kwam hij nog uit voor achtereenvolgens Pontevedra CF (2009-2010) en UD Melilla (2010-...).